# Parque Nacional Preah Monivong
O Parque Nacional Preah Monivong é um parque nacional no sul do Camboja, país do Sudeste Asiático. É área protegida desde 1993. A principal atração do parque é o Bokor Hill Station. O parque é um dos dois únicos cambojanos que estão entre os Patrimônios Ecológicos da Associação de Nações do Sudeste Asiático (ASEAN).
Ele também é conhecido como Parque Nacional Phnom Bokor e Parque Nacional Bokor.